# Público (álbum de Electrodomésticos)
Público es el primer álbum en vivo de la banda chilena Electrodomésticos. Recopila grabaciones de temas clásicos del grupo en conciertos de los años 2015 y 2016.

## Lista de canciones
Todas las canciones escritas y compuestas por Carlos Cabezas Rocuant. 
| N.º   | Título                                            | Duración |  |
| 1.    | «Se caiga el cielo» (de Se caiga el cielo, 2013)  | 7:29     |  |
| 2.    | «En tu mirar» (de La nueva canción chilena, 2004) | 3:44     |  |
| 3.    | «Señores pasajeros» (de Carreras de éxitos, 1987) | 3:55     |  |
| 4.    | «¡Viva Chile!» (de ¡Viva Chile!, 1986)            | 5:09     |  |
| 5.    | «Detrás del alma» (de Se caiga el cielo)          | 5:21     |  |
| 6.    | «Envolibia» (de Carreras de éxitos)               | 6:09     |  |
| 7.    | «Has sabido sufrir» (de La nueva canción chilena) | 5:31     |  |
| 8.    | «Fe de carbón» (de Se caiga el cielo)             | 5:11     |  |
| 9.    | «Pez» (de La nueva canción chilena)               | 6:02     |  |
| 10.   | «Yo la quería» (de ¡Viva Chile!)                  | 6:38     |  |
| 11.   | «El frío misterio» (de Carreras de éxitos)        | 7:11     |  |
| 56:17 |                                                   |          |  |